# Hans Elwenspoek
 (novembre 2023).
Si vous disposez d'ouvrages ou d'articles de référence ou si vous connaissez des sites web de qualité traitant du thème abordé ici, merci de compléter l'article en donnant les références utiles à sa vérifiabilité et en les liant à la section « Notes et références ».
Hans Elwenspoek (né le 8 juillet 1910 à Kothen, mort le 13 janvier 1989 à Bonn) est un acteur allemand.

## Biographie
Hans Elwenspoek est le fils aîné de l'écrivain Curt Elwenspoek et de sa première épouse. Il fait une formation d'acteur à Berlin auprès d'Ernst Legal.
Il fait ses débuts en 1930 au Württembergische Landesbühne Esslingen. Il est engagé ensuite au Württembergischen Volksbühne à Stuttgart. Il joue aussi au théâtre de Piła, au Hebbel-Theater, au Volkstheater Frankfurt, au Kleine Komödie am Max II, au Grenzlandtheater Aachen ou au Komödie Düsseldorf.
Elwenspoek apparaît au cinéma et à la télévision à partir des années 1950. L'acteur corpulent joue souvent des rôles antipathiques ou ridicules, un militaire, un cuisinier, un pasteur, un juge ou un policier.

## Filmographie

### Cinéma
- 1952 : Les Amants tourmentés de Rudolf Jugert
- 1953 : Zwerg Nase de Francesco Stefani (de)
- 1953 : Le Gueux immortel (de) (Der unsterbliche Lump) d'Arthur Maria Rabenalt
- 1953 : La Dernière Valse (de) d'Arthur Maria Rabenalt
- 1953 : Die goldene Gans (de) de Walter Oehmichen (de) et Hubert Schonger
- 1954 : 08/15 de Paul May
- 1955 : L'Espion de Tokyo (de) de Veit Harlan
- 1955 : Feu magique de William Dieterle
- 1955 : 08/15 s'en va-t-en-guerre de Paul May
- 1956 : Das alte Försterhaus (de) de Harald Philipp
- 1956 : Tischlein, deck dich (de) de Jürgen von Alten
- 1958 : Le Brigand au grand cœur (de)  d'Helmut Käutner
- 1959 : Le Pont de Bernhard Wicki
- 1959 : Heimat – Deine Lieder (de) de Paul May
- 1959 : L'Amour, c'est mon métier (Die Wahrheit über Rosemarie) de Rudolf Jugert
- 1960 : Der Schleier fiel… (de) de Paul May
- 1960 : Die Brücke des Schicksals (de) de Michael Kehlmann
- 1960 : Le Héros de mes rêves (de) d'Arthur Maria Rabenalt
- 1960 : Les Honneurs de la guerre de Jean Dewever
- 1961 : Barbara de Frank Wisbar
- 1963 : Und wenn der ganze Schnee verbrennt (de) d'Helmuth M. Backhaus (de)
- 1964 : Der Chef wünscht keine Zeugen (de) de Hans Albin et Peter Berneis
- 1964 : Wenn man baden geht auf Teneriffa (de) d'Helmuth M. Backhaus (de)
- 1966 : Les Dieux sauvages de Franco Montemurro
- 1967 : Pas de pitié pour les salopards de Giorgio Stegani
- 1968 : Le Plaisir total (de) d'Ákos von Ráthonyi
- 1968 : Scènes de chasse en Bavière de Peter Fleischmann
- 1969 : Sybelle ou Comment le dire à ma fille ? d'Alfred Vohrer
- 1969 : Ehepaar sucht gleichgesinntes (de) de Franz Josef Gottlieb
- 1971 : J'ai avorté, monsieur le Procureur de Rob Houwer et Eberhard Schröder
- 1971 : Les Carottes mécaniques (de)  de Eberhard Schröder
- 1973 : Ce que les étudiantes ne racontent pas (de) de Ernst Hofbauer
- 1975 : MitGift (de) de Michael Verhoeven

### Télévision
Téléfilms
- 1960 : Kai aus der Kiste
- 1960 : Die Nachbarskinder
- 1960 : Schatten der Helden de Michael Kehlmann
- 1961 : Sansibar
- 1962 : Onkel Harry
- 1964 : Der Seitensprung
- 1966 : Conan Doyle und der Fall Edalji
- 1967 : Der Tod läuft hinterher
- 1970 : L'Obsession infernale
- 1971 : Olympia – Olympia
- 1972 : Scheidung auf musikalisch
- 1973 : Les Parents
- 1973 : Die Reise nach Mallorca
- 1977 : Das Biest
- 1979 : Geldsorgen
- 1983 : Die Buddik

Séries télévisées
- 1961 : Die Firma Hesselbach : Der Anbau
- 1963 : Schwäbische Geschichten
- 1963 : Das Kriminalmuseum : Die Frau im Nerz
- 1964 : Das Kriminalmuseum : Der Füllfederhalter
- 1964 : Kommissar Freytag : Damals in Leverkusen
- 1967 : Landarzt Dr. Brock
- 1970 : Der Kommissar: Tod einer Zeugin
- 1971 : Tatort: Frankfurter Gold
- 1973 : Der Kommissar: Ein Mädchen nachts auf der Straße
- 1975 : Les Grands Détectives de Jean-Pierre Decourt : (épisode : Le Signe des quatre
- 1976 : Inspecteur Derrick : deux épisodes
- 1979 : Le Renard : Le Mensonge

## Source de la traduction
- (de) Cet article est partiellement ou en totalité issu de l’article de Wikipédia en allemand intitulé « Hans Elwenspoek » (voir la liste des auteurs).